# Inkassounternehmen (Schweiz)
Inkassounternehmen, auch Inkassobüros und Inkassoinstitute genannt, sind Dienstleistungsunternehmen, die den Einzug fremder Forderungen anbieten.

## Dienstleistungen
Inkassounternehmen unterliegen keiner staatlichen Aufsicht oder bestimmter gesetzlicher Regulierungen. Werden sie mit dem Forderungseinzug beauftragt, so stehen ihnen die hinsichtlich der Durchsetzung des Anspruchs die gleichen Möglichkeiten wie ihrem Auftraggeber offen.
Die Grenzen geben hierbei die Strafgesetzgebung vor. So soll das Androhen von „ernstlichen Nachteilen“ wie beispielsweise der Verschlechterung der Kreditwürdigkeit im Falle der Nichtzahlung bereits eine Nötigung darstellen (Art. 181 StGB), nicht jedoch die Ankündigung einer Betreibung (für die ohnehin keine Mahnung notwendig ist).

## Branchenverbände
Der größte nationale Branchenverband Verband Schweizerischer Inkassotreuhandinstitute (VSI) zählt derzeit 31 eidgenössische Inkassounternehmen als Mitglieder und hat für diese verbindliche Standesregeln aufgestellt. Der VSI hat ferner eine Beschwerdestelle eingerichtet.

## Verzugsschaden und andere umstrittene Kosten
Die Stiftung für Konsumentenschutz (SKS) weist darauf hin, dass im Falle des Zahlungsverzuges über die Geltendmachung von Verzugszins (Art. 104 OR) hinaus die Forderung nach Ersatz eines sogenannten Verzugsschadens nur dann zulässig ist, wenn dem Auftraggeber des Inkassounternehmens tatsächlich ein bezifferbarer, nachweislicher Schaden entstanden ist, der durch die Verzugszinsen nicht vollständig aufgefangen wird (Art. 106 OR). Die Vergütung des Inkassounternehmens selbst ist nicht erstattungsfähig (Art. 27 Abs. 3 SchKG).
Unberührt davon kann der Auftraggeber den Ersatz etwaiger Mahnspesen verlangen, wenn dies vertraglich vorher vereinbart war.
Nach der Rechtsprechung des Bundesgerichtes gehört das Eintreiben offener Forderungen zu den üblichen Tätigkeiten eines Unternehmens, weswegen die Kosten, die dabei entstehen, nicht dem Schuldner verrechnet werden dürfen. Konsumentenschutzorganisationen raten dazu, lediglich die ursprüngliche Forderung sowie den Verzugszins, der von Gesetzes wegen 5 % beträgt, zu bezahlen. Ebenso empfehlen sie, vorgeschlagene Vereinbarungen, Ratenzahlungen und Schuldanerkennungen nicht zu unterzeichnen, da in diesen Verträgen der Verzugsschaden, weitere Kosten und gegebenenfalls höhere Schuldzinsen anerkannt werden.